# Eucharassus nevermanni
Eucharassus nevermanni là một loài bọ cánh cứng trong họ Cerambycidae.